# 邓崎琳
邓崎琳（1951年11月—），湖南津市人，1978年4月加入中国共产党。1975年10月参加工作。研究生学历，硕士学位。教授级高级工程师。

## 生平
1975年10月毕业于武汉科技大学冶炼专业。1978年4月加入中国共产党。1999年晋升为教授级高级工程师。1992年7月任武钢集团总经理助理。1995年4月任武钢集团副总经理。1999年4月任武钢集团党委常委、副总经理。2001年8月任武钢集团党委常委、副总经理、钢铁有限公司总经理。2004年12月任武钢集团总经理、党委副书记。2013年7月任武钢集团董事长、党委书记。是第十一届、十二届全国人大代表。2015年6月，不再担任武钢集团董事长、党委书记。2015年8月29日，中纪委网站宣布，邓崎琳涉嫌严重违纪违法，正接受组织调查。2015年12月，全国人大常委会接受其辞去代表职位。2016年1月8日被开除党籍，移送司法机关。2017年5月31日，广东省佛山市中级人民法院一审公开宣判，邓崎琳犯受贿罪，涉案金额达5539万元，判处有期徒刑15年，并处罚金人民币500万元。